# Arrondissement Saint-Marc

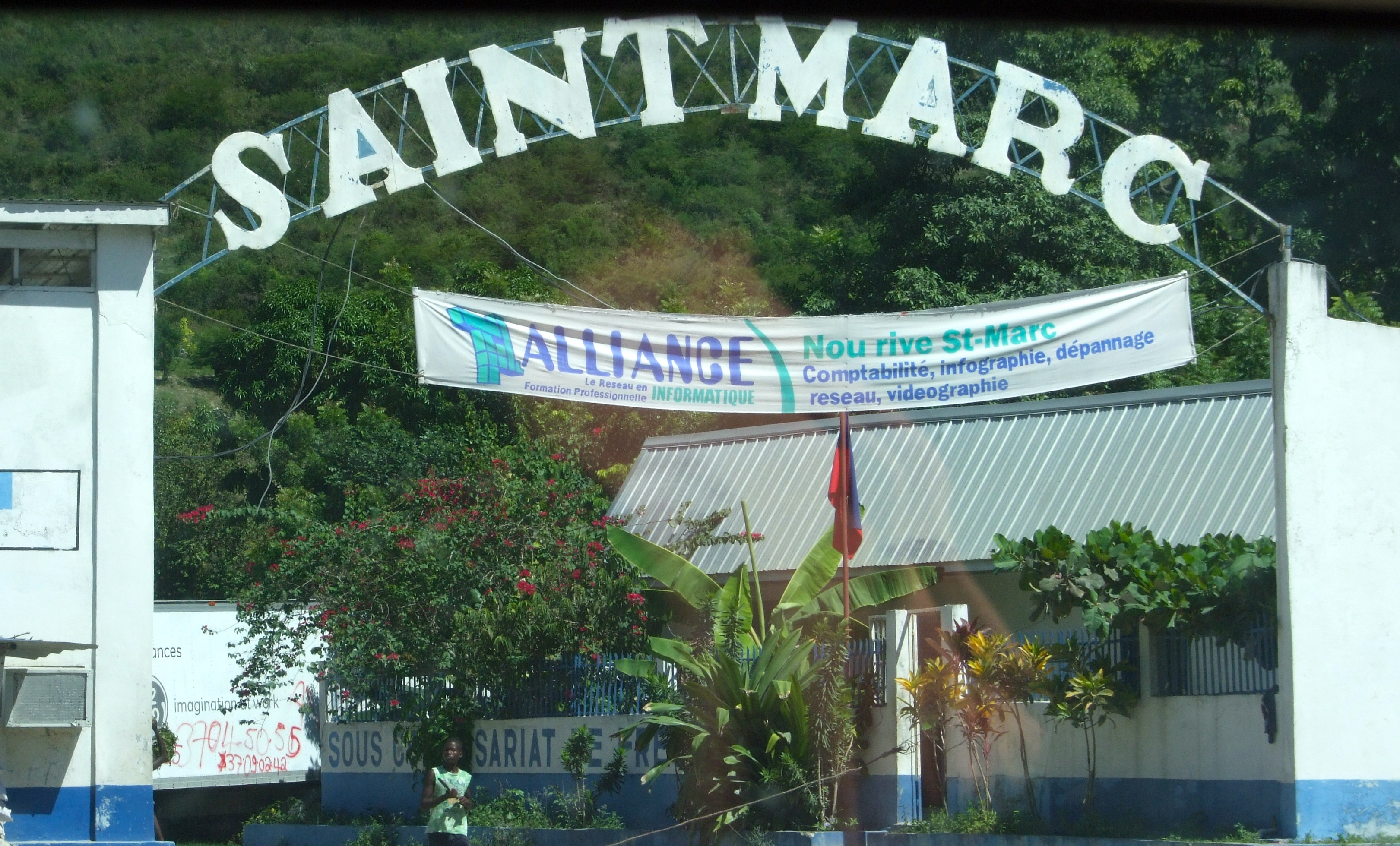
Ortseingang (Photo by Didier Moïse)

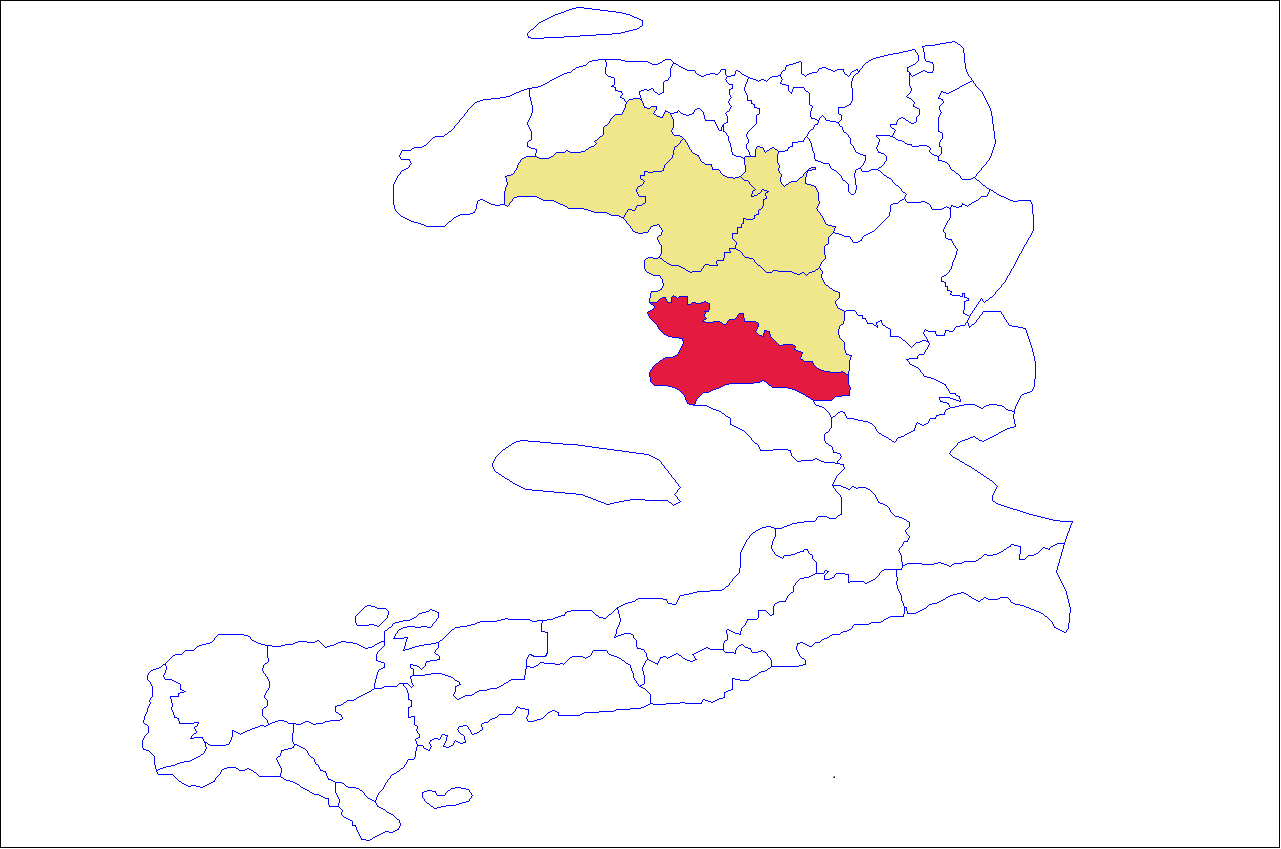
Lage des Arrondissement Saint-Marc in Haiti und im Département Artibonite

Das Arrondissement Saint-Marc ist eine der fünf Verwaltungseinheiten des Département Artibonite, Haiti. Hauptort ist die Stadt Saint-Marc.

## Lage und Beschreibung
Das Arrondissement grenzt im Norden an das Arrondissement Dessalines, im Osten an das Arrondissement Mirebalais, im Süden an das Arrondissement Arcahaie, im Südwesten an das Arrondissement Gonâve und im Westen an den Golf von Gonâve.
In dem Arrondissement gibt es die fünf Gemeinden
- Saint-Marc (rund 115.000 Einwohner)
- Liancourt (rund 38.000 Einwohner)
- La Chapelle (rund 31.000 Einwohner)
- Montrouis (rund 18.000 Einwohner) und
- Verrettes (rund 68.000 Einwohner).

Das Arrondissement hat rund 270.000 Einwohner (Stand: 2015).
Die Route Nationale 1 (RN-1) führt durch das Arrondissement Saint-Marc.